# Io e mio fratello
Io e mio fratello è un film del 2023 diretto da Luca Lucini.

## Trama
Quando Sofia scopre che il fratello Mauro sta per sposare Michela, la ragazza che è stata il suo unico vero amore, decide di partire da Milano e tornare in Calabria, sua terra d'origine. Qui saranno costretti a confrontarsi e cercare di capirsi.

## Produzione
Il film è stato prodotto da  302 Original Content, Pepito Produzioni e Vision Distribution per Amazon Studios. Le riprese del film si sono tenute principalmente ad Altomonte, paesino medievale della Calabria, e nelle località di San Nicola Arcella, Civita, Cirò Marina e San Sosti, oltre che a Milano.
Il film vede Denise Tantucci, Cristiano Caccamo e Greta Ferro nei ruolo di protagonisti, mentre il cast attoriale vede la presenza di Teresa Mannino, Claudio Colica, Ninni Bruschetta, Nino Frassica e Lunetta Savino.

## Distribuzione
Il film è stato distribuito sulla piattaforma Amazon Prime Video a partire dal 21 aprile 2023.

## Accoglienza
Il film ha ottenuto recensioni generalmente positive da parte della critica cinematografica. Damiano Panattoni di Movieplayer.it assegna al film 2,5 stelle su 5. Paola Casella di MYmovies.it ha assegnato 3 stelle su cinque.